# Alexander Tornquist
Alexander Tornquist (* 18. Juni 1868 in Hamburg; † 1. November 1944 in Graz) war ein deutscher Geologe.

## Leben
Alexander Tornquist wurde im Jahr 1900 zum Professor für Geologie und Paläontologie an der Universität Straßburg berufen und nahm von dort 1907 einen Ruf an die Universität Königsberg an. In der Zeit von 1914 bis 1933 war er Professor für Mineralogie und Geologie an der Technischen Hochschule Graz und zeitweilig auch deren Rektor.
Er gehörte im August 1912 zu den 34 Gründungsmitgliedern der Paläontologischen Gesellschaft.
Nach ihm sind die Tornquistzone in der Ostsee zwischen Norddeutschland und Skandinavien sowie der paläozoische Tornquist-Ozean benannt.

## Familie
Tornquist war ein Sohn des Hamburger Kaufmanns Alexander Heinrich Tornquist und dessen Ehefrau Minna Mathilde (geb. Fett). Am 9. August 1897 heiratete er in Dresden Elisabeth Henze (* 1877), eine Tochter des Bildhauers Robert Henze, der auch als Trauzeuge zugegen war. Seine Tochter Erika heiratete 1923 in Graz den Bühnenbildner Caspar Neher.
Die Malerin Ellen Tornquist war seine jüngere Schwester.

## Schriften
- Der Gypskeuper in der Umgebung von Göttingen. Inaugural-Dissertation, Georg-Augusts-Universität Göttingen, Druck von Louis Hofer, Göttingen 1892
- Neue Beiträge zur Geologie und Paläontologie der Umgebung von Recoaro und Schio (im Vicentin), I. Beitrag: Die nodosen Ceratiten. Zeitschrift der Deutschen geologischen Gesellschaft, 50, Berlin 1898, S. 209–233, Tafel VIII–X
- Neue Beiträge zur Geologie und Paläontologie der Umgebung von Recoaro und Schio (im Vicentin), II. Beitrag: Die Subnodosus-Schichten. Zeitschrift der Deutschen geologischen Gesellschaft, 50, Berlin 1898, S. 637–694, Tafel XX–XXIII
- Neue Beiträge zur Geologie und Paläontologie der Umgebung von Recoaro und Schio (im Vicentin), III. Beitrag: Der Spitz-Kalk. Zeitschrift der Deutschen geologischen Gesellschaft, 51, Berlin 1899, S. 341–377, Tafel XVIII–XX
- Einige Bemerkungen über das Vorkommen von Ceratites subnodosus nov. var. romanicus in der Dobrudscha. Neues Jahrbuch für Mineralogie, Geologie und Palaeontologie, Jahrgang 1900, Stuttgart 1900, S. 173–180, Tafel VIII (zobodat.at [PDF]).
- Das Vicentinische Triasgebirge. Eine geognostische Monographie. 195 Seiten, Schweizerbart´sche Verlagshandlung (E. Nägele), Stuttgart 1901
- Die Daonellen des deutschen Muschelkalkes. Neues Jahrbuch für Mineralogie, Geologie und Palaeontologie, Jahrgang 1903, Stuttgart 1903, S. 83–92, Tafel I
- Die carbonische Granitbarre zwischen dem oceanischen Triasmeer und dem europäischen Triasbinnenmeer. Die Entwicklung der Trias auf Corsica. Neues Jahrbuch für Mineralogie, Geologie und Palaeontologie, 20, Stuttgart 1905, S. 466–507
- Die Feststellung des Südwestrandes des baltisch-russischen Schildes und die geotektonische Zugehörigkeit der ostpreußischen Scholle. Schriften der Physikalisch-Ökonomischen Gesellschaft zu Königsberg, Jahrgang 49, Heft 1, 1908, S. 1–12, (Digitalisat).
- Geologie von Ostpreussen. (1910)
- Die nodosen Ceratiten von Olesa in Katalonien. Sitzungsberichte Kaiserliche Akademie der Wissenschaften in Wien. Mathematische-naturwissenschaftliche Klasse. – Abt.I, Bd. 125, Heft 3–4, Wien 1916, S. 229–250, 1 Tafel
- Grundzüge der allgemeinen Geologie (1916)